# CasaPound
CasaPound Italia (Italiano: CasaPound Italia, CPI) es un movimiento político fascista de extrema derecha italiano fundado en Roma el 26 de diciembre de 2003 como el centro social de extrema derecha de un edificio estatal en el barrio de Esquilino en Roma. En 2010, 23 familias y un total de 82 personas vivían en CasaPound. Posteriormente, el fenómeno se extendió con otros reclamos, manifestaciones y diversas iniciativas, convirtiéndose en un movimiento político. En junio de 2008, CasaPound constituyó una "asociación de promoción social" y asumió el nombre actual de CasaPound Italia - CPI. El movimiento destaca por su carácter fascista, ultranacionalista y su oposición a la inmigración.
Según el politólogo Cas Mudde, CasaPound Italia constituye un caso especial dentro de la ultraderecha europea ya que es al mismo tiempo una subcultura y un movimiento, que se define como «fascista» ―de ahí el nombre que ha adoptado―, y también se presenta a las elecciones, aunque con escaso éxito, además de haberse visto implicada en episodios de violencia política.
En un informe del 13 de julio de 2023, la organización antiextremista Global Project Against Hate and Extremism designó a CasaPound Italia como un partido neonazi, antiinmigrante, anti-LGBTQ+ y anti-romaní.

## Precedentes
El primer intento de ocupación de edificios abandonados por parte de movimientos del área nacionalista en Italia se dio en 1987, cuando el Fronte della Gioventù, las juventudes del Movimiento Social Italiano, comenzó a ocupar de manera ilegal viviendas, antes de ser frustrado por las autoridades policiales. En los años 90, el Fronte della Gioventù ocupó una finca abandonada. En julio de 2002 se procedió a la ocupación de la Casa Montag, en Roma. Se trató del primer centro social fascista de Italia. En ella se llevaron a cabo actividades lúdicas, debates y conciertos.

## Casa Pound

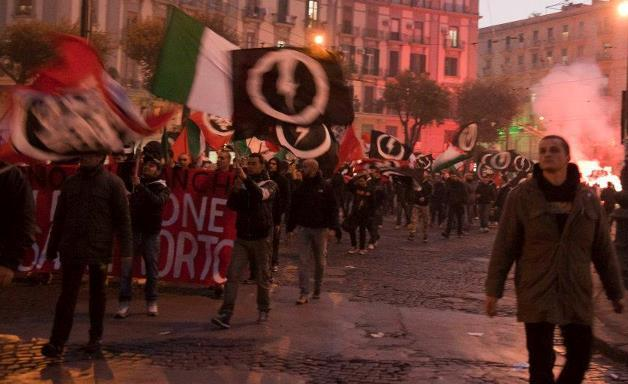
Manifestación en Nápoles, 2011

Es en este marco que nace Casa Pound (en memoria del poeta estadounidense Ezra Pound), en Roma, el 27 de diciembre de 2003. Su emblema es una tortuga, ya que esta lleva su casa a cuestas (el caparazón), vital para su supervivencia. Desde sus inicios ha sido denunciada como organización criminal en diferentes municipios italianos.
Casa Pound basa su actividad en el voluntariado, una de las fuerzas usadas para difundir sus visiones sociales, en especial en cuestiones de vivienda. Rechazan ser llamados de “okupas de derechas”.
Con una estructura nacional, la asociación propone el desarrollo de una forma orgánica, un proyecto y una estructura política nueva, distantes del “electoralismo”.
El 29 de diciembre de 2006 abren la Casa Pound en Latina. En las elecciones del 24-25 de febrero se presentó obteniendo 47.692 votos por el Congreso y 40.538 por el Senado con un programa que incluía la nacionalización de la banca, la salida del euro y la estampación por Italia de su propia moneda, nacionalizar ciertos sectores estratégicos (industrias pesadas), nuevo plan de inversiones al estilo del I.R.I. fascista, bloqueo de las fronteras a productos de países con salarios bajos, fin de la inmigración, fin de la financiación pública a la política, etc.